# Dalnyk
Dalnyk (ukr. Дальник, ros. Дальник) – wieś na Ukrainie, w obwodzie odeskim, w rejonie odeskim.
Znajduje tu się przystanek kolejowy 41 km na linii Odessa – Arcyz.